# Jean-Claude Xuereb
Pour les articles homonymes, voir Xuereb (patronyme).
Jean-Claude Xuereb, né le 1er octobre 1930 à Birmandreis, est un poète et magistrat français.

## Biographie

### Jeunesse
Jean-Claude Xuereb, né le 1er octobre 1930 dans la commune de Birmandreis située à quelques kilomètres d'Alger, est fils d'un pompiste d'origine maltaise ; sa mère est minorquine. Il expliquera plus tard que sa réussite est due notamment à cette dernière.
En 1944, il découvre par l'entremise de l'un de ses professeurs du lycée d'Alger, Proust, Eluard et le surréalisme. Un an plus tard, il rencontre Joë Bousquet alors qu'il poursuit sa scolarité à Carcassonne.

### Rencontre du milieu littéraire et débuts dans la poésie
De retour dans la capitale algérienne à l'âge de dix-huit et alors étudiant en philosophie au lycée Emile-Félix Gautier, il rencontre Albert Camus à l'occasion des Rencontres de Midi Madani. Jean-Claude Xuereb raconte qu'il a assisté le 13 mars 1948 à des débats en présence d'intellectuels - dont Camus - sur la création d'une nouvelle revue et qu'à l'issue de la réunion, ce dernier répondit à ses questions « avec simplicité, clarté et gentillesse ».
En 1951, il lie connaissance, sur les bancs de la faculté de droit d'Alger, avec Jamel Eddine Bencheikh. De cette amitié naît peu de temps après la revue de poésie Les feuilles volantes.

### Parcours professionnel
Un rapport académique relatif aux grandes figures de l'histoire judiciaire du XXe siècle écrit s'agissant de Jean-Claude Xuereb que son entrée dans la magistrature avait « un sens :  servir la fonction publique [...]. Mais, l’âme du poète et sa sensibilité l’ont accompagné et aidé, non pour prendre des décisions de justice mais pour résister à l’injustice lorsqu’elle apparaissait flagrante ».

#### Carrière dans la magistrature
Nommé auditeur de justice en décembre 1961, son premier poste est celui de substitut du procureur de la République au Puy-en-Velay en 1964. Il en garda un souvenir douloureux évoquant notamment la sensation d'être « prisonnier de quelque chose d'insupportable ». Entre 1966 et 1973, il est juge des enfants à Avignon. Il occupe la même fonction dans la capitale jusqu'en 1979 avant d'être promu Vice-président du TGI de Paris, chargé de la présidence du tribunal pour enfants. Enfin, de 1983 à 1991, il préside le TGI d'Avignon. Il est admis à faire valoir ses droits à la retraite en 1991.

#### Syndicalisme, milieu associatif et prises de position
Jean-Claude Xuereb est l'un des fondateurs du Syndicat de la magistrature dont il a démissionné en 1990 en raison de « magouilles ».
En outre, engagé sur le terrain de la justice des mineurs de par ses fonctions successives, il milite plusieurs années au sein de l'Association Française des Magistrats de la Jeunesse et de la Famille (AFMJF) jusqu'à en devenir Président. Il œuvra en particulier pour favoriser le dialogue entre les juges des enfants et les autres magistrats à l'instar de l'ancien juge aux affaires matrimoniales ; il fut également formateur lors de sessions réservées aux professionnels et organisées par l'Ecole nationale de la magistrature.
Plus largement, il travaille tout au long de sa carrière sur les questions liées aux peines privatives de liberté. En ce sens, il considère que : « la plupart des mineurs considérés sont incapables de comprendre ce qui leur arrive. La prison les écrase. Elle a pour effet de structurer, souvent de façon difficilement réversible, des personnalités délinquantes ». Lors de l'audience solennelle de rentrée du 7 janvier 1981, en présence d'Alain Peyrefitte - Garde des Sceaux à l'époque - Jean-Claude Xuereb prononce un discours en contrepied aux propos tenus quelques jours plus tôt par Paul-André Sadon : la presse titre les jours suivants "La prison ne résout rien" ou encore "J’accuse la police". Le syndicat des commissaires décide de déposer une plainte à son encontre et il est contraint de rédiger une lettre afin de calmer l'affaire. Par ailleurs, il s'alarme comme d'autres collègues dès les années 1980 de certaines pratiques (par exemple : la place moindre laissée à la défense alors même que s'agissant des mineurs, celle-ci devrait consister en un accompagnement sur le long terme du client ; la confusion des rôles entre policiers et magistrats, les premiers dépassant souvent le cadre strict de la recherche d'infractions).
En mars 1990, il décide de suspendre les audiences matrimoniales du TGI d'Avignon afin de protester contre la « pénurie » de moyens humains et matériels ; il est soutenu par le bâtonnier du ressort de la juridiction.
Même après son départ à la retraite, Jean-Claude Xuereb reste un observateur attentif de la justice des mineurs. En 2006, il se montre extrêmement critique à l'égard des évolutions en la matière (primauté du répressif sur l'éducatif, faiblesse des ressources financières accordées à la Protection judiciaire de la jeunesse, logique « verticale » bureaucratique) et en appelle à un « humanisme judiciaire ».

### Poète et auteur confirmé
En 1962, il rencontre René Char à l’Isle-sur-Sorgue et les deux hommes deviendront amis. En 1970, René Rougerie décide de le publier dans sa maison d'édition. Auteur d'une quinzaine de recueils, on retrouve également ses poèmes dans de nombreuses revues (Sud, Friches, Europe, Souffles, Esprit, etc.).
Après avoir pris sa retraite, il se consacre plus encore au domaine littéraire. En 1995, il coordonne la publication d'un recueil de témoignages sous diverses formes (romans, pièces de théâtre, poèmes, lettres) portant sur les exilés d'Algérie. Jean-Claude Xuereb définit le projet ainsi :

« Ceux qui, par vagues successives, ont dû quitter ou quittent encore l'Algérie, ceux qui veulent y rester même exilés ou morts en sursis, ceux qui y succombent à la violence totalitaire, partagent une semblable vision d'inaliénable beauté de leurs lieux d'enfance et de jeunesse. »

À partir de l'an 2000, il participe à la préparation et à l'animation des Rencontres méditerranéennes autour d'Albert Camus à Lourmarin. En outre, il intervient régulièrement dans les établissements scolaires, universitaires et pénitentiaires afin de parler d'art poétique.
En 2016, il figure parmi les signataires d'une pétition de la Maison des écrivains et de la littérature appelant, « dans une époque pleine de menaces et d’incertitudes », à tenir un congrès international afin que la littérature « offre aussi des possibilités de réponse ».
Investi dans le festival Le Printemps des Poètes, il inaugure l'édition 2018 à Avignon en tant que parrain local. En 2020, dans le cadre de la même manifestation culturelle, la médiathèque d'Uzès lui consacre une exposition illustrant « le compagnonnage d’artistes dont [il] s’entoura »,.

## Distinctions
- Prix Lélian de poésie en 1953[29]
- Membre du jury du prix Antonin-Artaud[29]

## Œuvres

### Poésie
- Marches du temps, Rougerie, 1970
- Gîte du sang, Rougerie, 1972
- Fibres de soleil, Rougerie, 1975
- Homme diluvien, Rougerie, 1979
- Avance au présent, Rougerie, 1984
- Double versant de la rencontre, Rougerie, 1988
- Redoute, Rougerie, 1992
- Cette fugitive éternité, Rougerie, 1996
- Surgeons, Les Dits du pont, 1997
- Pouvoir des clés, Rougerie, 1998
- Saison de passage, La Porte, 2001
- Voir le jour, Rougerie, 2001
- Passage du témoin, Rougerie, 2004
- À découvert, La Porte, 2002
- Entre cendre et lumière, Rougerie, 2008
- Le désir et l'instant, Rougerie, 2011
- Le jour ni l'heure, Rougerie, 2016

### Pratique judiciaire
- « Vers une faillite de l’ordonnance de 1945 ? », Journal du Syndicat de la Magistrature, no 26 - édition spéciale : « Le juge des enfants », 1973.
- « Bilan de l'application du décret du 18 février 1975 sur la protection judiciaire des jeunes majeurs », Droit de l'enfance et droit de la famille, no 2, 1976, p. 49–55.
- « La juridiction spécialisée des mineurs : une institution du passé ou une solution d'avenir », Revue pénitentiaire et de droit pénal. Bulletin de la Société générale des prisons, 1979, p. 625–633.
- « Protection sociale et protection judiciaire. Relation entre les DASS et les JE », Revue de droit sanitaire et social, no 61, 1980, p. 135–140.
- « Le transfert des charges en assistance éducative », Journal du Syndicat de la Magistrature, no 80-81 - édition spéciale : « Justice des mineurs », 1980.
- « Les mineurs et leur juge » (Discours prononcé à l’audience solennelle de rentrée du TGI de Paris le 7 janvier 1981), Gazette du Palais, mars 1981.
- « Les fondements et la pratique de l'intervention judiciaire » in P. Straus & M. Manciaux (collectif), L'enfant maltraité, Paris, Fleurus, 1982, 276 p.  (ISBN 2-215-00522-X).
- « Autorité judiciaire et pouvoir médical », Bulletin du Comité de liaison des associations socio-éducatives de contrôle judiciaire, no 12, 1987, p. 59–63.
- « L'incertitude du juge » in D. Barbier (dir.), La dangerosité : approche pénale et psychiatrique, Actes des cinquièmes journées de psychiatrie en Ardèche (18 et 19 mai 1990), Toulouse, Privat, 1991, 158 p.  (ISBN 2-7089-7450-5).

### Divers
- Coordination : « Algérie, l'exil intérieur », Revue littéraire Sud, hors-série, 1995, 272 p.
- Direction : Albert Camus et René Char : En commune présence, Bédée, Folle avoine, 2003, 108 p.  (ISBN 2-86810-167-4).
- Auteur : « L'Ecole d'Alger : mythe ou réalité ? » in Audisio, Camus, Roblès, frères de soleil : leurs combats autour d'Edmond Charlot, Rencontres méditerranéennes de Lourmarin (11 et 12 octobre 2002), Aix-en-Provence, Edisud, 2003, 189 p. (ISBN 2-7449-0430-9).
- Codirection avec C. Chaulet-Achour : Albert Camus et les écritures algériennes, Aix-en-Provence, Edisud, 2004, 187 p.  (ISBN 2-7449-0516-X).
- Préface : D. Le Boucher, D'Aden à Alger : petites chroniques vagabondes, Paris, Marsa, 2009, 124 p.  (ISBN 978-2-913868-85-4).

## Pour approfondir

### Ouvrages et revues
- Béatrice Didier (dir.), Dictionnaire universel des Littératures, vol. 3, Paris, PUF, 1994, p. 4164  (ISBN 2-13-046246-4).
- Revue Verso, no 112, mars 2003, p. 3–23.
- Leïla Sebbar (dir.), Ma mère, Montpellier, Editions Chèvre-feuille étoilée, 2008, nombre de p. inconnu  (ISBN 978-2-914467-47-6).
- Leïla Sebbar (dir.), L'enfance des français d'Algérie avant 1962, Saint-Pourçain-sur-Sioule, Bleu autour, 2014, 287 p.  (ISBN 978-2-35848-064-2).
- Revue Phoenix (cahiers littéraires internationaux), n° 15, automne 2014, 170 p. : v. précisément la partie consacrée à Jean-Claude Xuereb en tant que poète-invité, p. 9–59. Ce numéro a fait l'objet d'une note de lecture dans la Revue Texture.
- Jean-Louis Vidal, Jean-Claude Xuereb (présentation et choix de textes), Montreuil-sur-Brèche, Editions des Vanneaux, collection Présence de la poésie, 2016, 191 p.  (ISBN 978-2-371-29059-4).